# В залі мерців
«В залі мерців» (англ. The Hall of the Dead) — одне з незакінчених фентезійних оповідань американського письменника Роберта Говарда, пізніше дороблене письменником Л. Спрег де Кемпом. Оповідання входить до циклу про Конана з Кіммерії, події якого відбуваються в вигаданій Хайборійській ері.
Вперше опубліковано у лютому 1967 року.

## Історія публікацій
- Fantasy & Science Fiction (лютий 1967)
- «Conan» (Lancer Books, 1967, Ace Books)
- «The Conan Chronicles» (Sphere Books, 1989)

В оригінальному вигляді оповідання опубліковано у сбірниках:
- The Conan Chronicles Volume 1: The People of the Black Circle (Victor Gollancz Ltd, 2000)
- Conan of Cimmeria: Volume One (1932—1933) (Del Rey Books, 2003).

## Сюжет оповідання

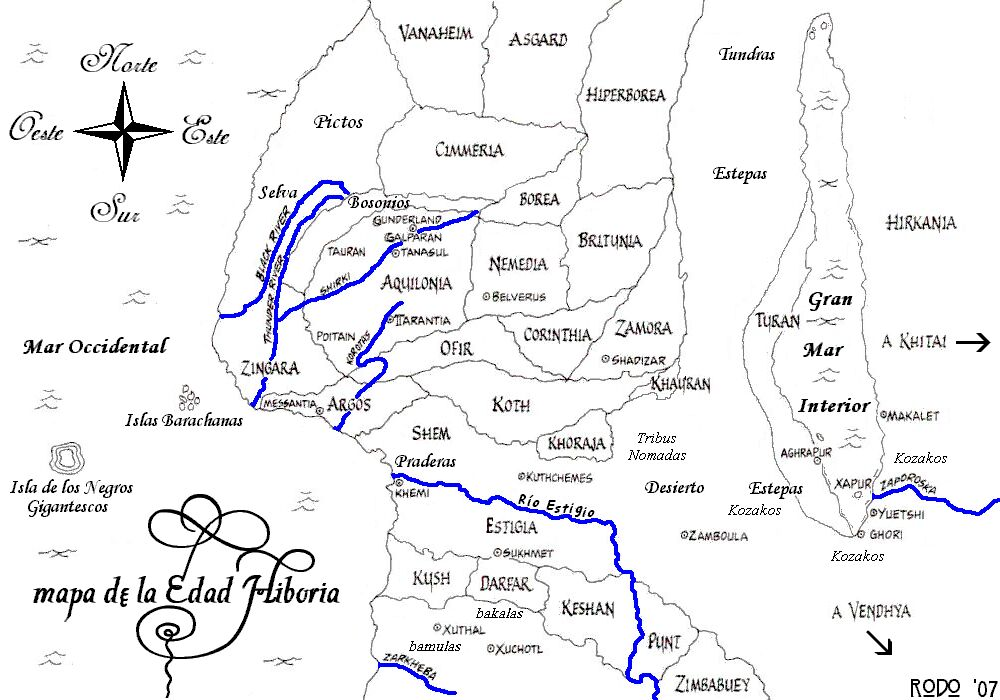
Мапа світу Хайборійської ери. На мапі присутнє королівство Замора, зокрема позначена його столиця Шадізар, де відбуваються події оповідання

### Сюжет Говарда (незакінчена версія)
Найманець гундерманець Нестор очолює заморський загін в гонитві за злодієм Конаном. У гірській ущелині Нестор задіває пастку, встановлену Конаном, яка активує лавину і вбиває всіх людей Нестора, самого ж Нестора тільки злегка травмує. Розгніваний Нестор переслідує Конана в руїни стародавнього міста, і де між ними відбувається битва. Від удару Конана Нестор на деякий час втрачає свідомість, а Конан, думаючи, що Нестор мертвий, продовжує поглиблюватися в руїни. Коли Нестор опритомнює, Конан натикається на якесь невідоме чудовисько, яке він перемагає, спочатку кидаючи каміння на нього з висоти, а потім прикінчив його мечем. Нестор зрештою наздоганяє Конана у великого палаці посеред міста. Конан переконує Нестора відмовитися від своєї місії на користь приєднання до нього, здійснюючи набіг на палац за скарбами.
Спустившись до палацу, герої в нарешті досягають скарбниці, де крім всього знаходяться тіла великих мертвих воїнів. Після розподілу скарбів, де Конан отримує ідола. Але коли він піднімає ідола, мертві воїни пробуджуються. Конан і Нестор утікають з палацу переслідуюмі мерцями. Троє з них виходять на сонячне світло і перетворюються на пил. Герої продовжують втечу, але почавшийся землетрус поширюється на руїни і розлучає соратників.
Пізніше Конан знаходиться в таверні з дівчиною. Конан спустошує мішок з коштовностями на своєму столі, але, на його подив, вони теж, як воїн-мрець, перетворилися в пил. Дівчина піднімає шкіряний мішок з ідолом-змієм, щоб Конан міг його оглянути, але незабаром кидає його з криком, відчуваючи щось живе всередині. Під час цього до таверни входить суддя з групою солдатів і Конан підбігає до стіни. Виявляється, Нестор, напившись розповідав про свої подвиги з Конаном в їх присутності і ледве уникнув арешту. Суддя забирає шкіряну сумку Конана, але вставивши туди руку, він відразу ж виймає її з криком, у сумці оказується жива змія, яка вкусила його за пальця. Під час метушні Конан і дівчина втікають.

### Сюжет де Кемпа
Завоювавши славу у місті злодіїв, Конан повертається до столиці Замори, Шадізару. Але плітки про скарби Ларши (англ. Larsha), направляють його до руїн стародавнього міста.
П'ять воїнів переслідують Конана. Головував над ними капітан Нестор, виходець з Гундерладну, північної провінції Аквілонії. За наказом префекта вони повинні були взяти кіммерійця живим чи мертвим. Під час переслідування Нестор попадає у пастку, внаслідок якої його загін був поглинений камінням. Ларши, стародавнє місто куди прямував загін, вважалося за прокляне місто, ходили історії, що місто було засновано ще за часів катаклізмів, коли пращури цімрійців, Цімрі, були єдиною цивілізацією серед варварів. Плітки про мертвяків передавалися з покоління до покоління, не одна людина, що йшла до Ларши ще не поверталася.
Конан нападає на капітана, після сутички Нестор залишається лежати бо втрачає свідомість, а Конан який думає, що капітан помер, продовжує дорогу до міста. Конан чув легенди про рокову долю міста, і це вводило його душу у страх, але пам'ятаючи про незліченні скарби він продовжує вивчати місто. В легенді, яку чув кіммерієць у лавці Маула, розповідалося, що на місто було наслано прокльон розгніваним богом. Це була кара за гріховні справи, на фоні яких гріхи Шадізару виглядали чеснотами. Поки Конан йшов по місту, на нього нападає величезна желеподібна маса, яка була подібна до гігантського хижого слимака, завдовжки у 50 футів. Слимак велетень переслідує кіммерійця по померлому місту, поки Конан не вбиває істоту, скинувши на неї статую. В цей час його наздоганяє Нестор. Нова сутичка, яка ледь не почалася, закінчується тим, що колишні вороги вирішують разом шукати скарби. В одній з кімнат, знайденого палацу, поплічники нарешті знаходять скарби. Також у кімнаті знаходяться сім мерців, які колись були лицарями. Тіла були у масивних кріслах, шоломи по старовинному прикрашені пір'ям, луска кольчуг, позеленіла від часу. Мідні алебарди лежали поруч з тілами. Герої займаються поділом скарбів, але в цей час, колишні мерці оживають. Нестор та Конан убігають від них. Коли вони вибігли з палацу, то мерці які їх переслідували попадали на мостову, ставши знову просто мерцями. Тут почався землетрус, герої продовжують бігти з міста, коли вони вже змогли обернутися, то від старовинного міста майже нічого не залишилися, лише руїни. Конан та Нестор повертаються до Шадізару.
Пізніше Конан знаходячись в таверні з дівчиною, спустошує мішок з коштовностями на стіл, але, на його подив, вони перетворилися в пил. Дівчина піднімає запускає руку до мішка з ідолом, щоб Конан міг його оглянути, але незабаром кидає його з криком, відчуваючи щось живе всередині. Під час цього до таверни входить суддя з групою солдатів. Виявляється, Нестор, напившись розповідав про свої подвиги з Конаном і ледве уникнув арешту. Суддя забирає шкіряну сумку Конана, але вставивши туди руку, він відразу ж виймає її з криком, у сумці оказується жива змія, яка кусає його. Після бійки з міською сторожею, він зустрічається з Нестором біля фонтану Ніна. У Нестора, як і у Конана також майже нічого не залишилося від викрадених скарбів. Герої покидають Шадізар. Нестор їде до Турану, щоб поступити до армії короля Йилдиза, а Конан вирушає до Агапуру.

## Головні герої
- Конан — головний герой серії оповідань Говарда. За походженням варвар-кіммерієць, на час подій злодій який знаходиться в розшуку;
- Нестор — заморійський капітан. Виходець з Гундерладну, північної провінції Аквілонії.